# Кнопмус, Юрий Альфредович
Юрий Альфредович (Михайлович) Кнопмус (1915 — 18 сентября 1956, расстрелян) — коллаборационист, советский политзаключённый, активный участник восстания заключённых в 3-м лаг. отделении Степного лагеря. (У Солженицына в ранних изданиях «Архипелага ГУЛАГ» ошибочно Кнопкус, литовец).

## Биография
Родился в 1915 году в Петрограде. Отец, Альфред Кнопмус, был наполовину немец, наполовину голландец, мать — русская: в паспорте Юрий был записан немцем.
В 30-е годы — активный комсомолец. Закончил Ленинградский Инженерно-строительный институт. Кнопмус блестяще знал немецкий, и согласно сведениям, полученным от его семьи, будучи ленинградским студентом, неоднократно выезжал в короткие тайные командировки за рубеж. Воспоминания девушек-украинок, работавших под его руководством во время Кенгирского восстания, подтверждают, что Кнопмус ещё до войны бывал за границей. На какую из советских внешних разведок работал Кнопмус до сих пор не выяснено, однако трудно предположить иную причину многократных зарубежных командировок студента и юного выпускника ВУЗа в сталинское время.
В начале войны Юрию было отказано в мобилизации в военкомате из-за записи в паспорте «немец». По тем же причинам он был возвращён в Ленинград из ополчения. Но неожиданно отношение к нему изменилось, и его направили в спешную командировку. Он успел лишь забежать домой со словами: «Уезжаю на юг». Согласно справке спецотдела Степлага, во время войны Кнопмус находился в селе Ново-Романовка Ставропольского края на оккупированной германской армией территории, где исполнял обязанности старосты села; в 1942 году добровольно поступил на службу в немецкую фельджандармерию при 371-й пехотной дивизии, в 1943 году выехал в Берлин.
В 1944 году Кнопмус был арестован «СМЕРШ» на территории Польши и в 1945 году осуждён военным трибуналом по ст. 58—1 «а» («измена Родине») на 10 лет ИТЛ. Содержался в лагере в пос. Верх-Нейвинском, затем в Горлаге (Норильск), где в 1948 году участвовал в подготовке несостоявшегося восстания; после длительного следствия в 1951 году осуждён лагсудом Горлага по ст. 58-10 ч. 1 и ст. 19-58-2, 11 на 25 лет., направлен в Степлаг.
Здесь во время Кенгирского восстания в 1954 году вошёл в состав комиссии, избранной заключёнными для переговоров с администрацией и представителями власти (в июне или по другим данным в конце мая), и руководил «отделом пропаганды». Согласно «Схеме организации руководящих органов массового неповиновения заключённых Степного лагеря», хранящейся в архиве ГУЛАГа (ГА РФ Ф. З-9414 Оп. 1, Д. 228. Л. 18) Кнопмус имел под своим началом радиоузел (7 чел.), рупористов (6 чел.), группу наглядной агитации (2 чел.), распространителей листовок (5 чел.), ответственных за стенную агитацию (3 чел.), четверых устных агитаторов и четверых священников. Однако жёсткость подчинения Кнопмусу всех перечисленных активистов была сильно преувеличена следователями. В частности, некоторые из рупористов даже не были с ним знакомы, а священники действовали независимо и т. д.
Во время штурма лагеря войсками работал в радиорубке, передавая сигнал SOS, по некоторым сведениям был ранен. Расстрелян 18 сентября 1956 года.